# 小倉寺
小倉寺（おぐらじ）は、福島県福島市の大字である。郵便番号は960-8142。

## 地理
市の渡利地域に属し、福島市街地の南東部に位置する。北から東にかけて渡利と、南から南西にかけて黒岩と、西で鳥谷野とそれぞれ隣接する。また、南東部には当地域と隣接する渡利から分離し設置された新興住宅地である南向台が所在する。阿武隈川右岸に沿い南北に延び、東側の丘陵部との間の細長い平地に中央を縦断する旧国道114号に沿い住宅などが建ち並ぶ。上町に所在する 福島警察署及び天神町に所在する福島消防署がそれぞれ管轄にあたる。

### 河川
- 阿武隈川

### 山
- 弁天山

### 字
- 赤坂
- 池ノ作
- 稲場
- 稲荷田
- 稲荷山
- 大平山
- 鬼石
- 鍛冶屋
- 加登内
- 下野
- 兜石
- 上大巻
- 神ノ前
- 経塚山
- 久保
- 久保下
- 越坂
- 五升内
- 三月内
- 敷ケ森

- 下大巻
- 拾石
- 瀬林
- 高畑
- 滝ノ上
- 竹ノ内
- 舘坂
- 辻ノ内
- 椿舘
- 椿山
- 寺坂
- 堂宮敷
- 中大巻
- 中窪
- 中田
- 中ノ内
- 中ノ作
- 西物見
- 二反田
- 中川原

- 白山道
- 白山前
- 八月内
- 花塚山
- 馬場
- 番匠内
- 膝附
- 平場山
- 前野
- 町畑
- 美濃輪
- 美濃輪下
- 向畑
- 元屋敷
- 山神前

## 世帯数と人口
2022年（令和4年）2月28日現在の世帯数と人口は以下の通りである。
| 大字   | 世帯数   | 人口   |
| ------ | -------- | ------ |
| 小倉寺 | 1151世帯 | 2307人 |

## 小・中学校の学区
市立小・中学校に通う場合、学区は以下の通りとなる。
| 番地 | 小学校             | 中学校             |
| --- | ------------------ | ------------------ |
| 上大巻、中大巻、山神前、滝ノ上、下大巻、向畑、 瀬林、高畑、白山前、稲場、加登内、神ノ前、 白山道、中窪、平場山、膝附、美濃輪、小山、 美濃輪下、三月内、堂宮敷、竹ノ内、中川原 | 福島市立杉妻小学校 | 福島市立渡利中学校 |
| 上記を除く | 福島市立渡利小学校 | 福島市立渡利中学校 |

## 交通

### 鉄道
- 域内に鉄道施設は無い。最寄り駅はJR東北本線福島駅、南福島駅である。

### 道路
- 国道114号渡利バイパス
  - 渡利トンネル
  - 絵馬平トンネル
- 福島市道42号南向台黒岩線
  - 蓬莱橋
- 福島市道10001号岩下金仏線（旧国道114号）

### バス
福島交通路線バス
- （福島駅方面） -南向台入口 - （南向台方面）
  - 南向台循環黒岩先回り・わたり先回り
  - バイパス経由南向台

JRバス東北
- (福島駅方面） - 浄水場前 - 小倉寺 - 蓬莱橋 - 大巻 - （川俣方面）
  - 川俣高校前

## 施設
- 福島市水道局施設管理センター（旧渡利浄水場）
- 弁天山公園
- 臨済宗大蔵寺（小倉寺観音）
- 日蓮宗福泉寺